# Marinellite
La marinellite è un minerale e, in particolare, un feldspatoide appartenente al gruppo della cancrinite.